# Hedwig Lachmannová
Hedwig Lachmannová, provdaná Landauerová (29. srpna 1865 Słupsk – 21. února 1918 Krumbach), byla německá spisovatelka, překladatelka a básnířka.

## Život
Hedwig Lachmannová byla nejstarší ze šesti dětí kantora Isaaka Lachmanna (1838–1900) a Wilhelmine, rozené Wohlgemuthové (1841–1917). Po dětství stráveném ve Słupsku (tehdy Stolp) a poté po sedmi letech v Hürbenu, dnes městské části města Krumbach (Švábsko), složila v patnácti letech v Augsburgu zkoušky na učitelku jazyků. O dva roky později byla vychovatelkou v Anglii. V roce 1885 se usadila v Drážďanech.
Její život byl i nadále pestrý. O dva roky později pracovala jako vychovatelka a učitelka jazyků v Budapešti. V roce 1889 se přestěhovala do Berlína. Její překlady se tam poprvé objevily v nakladatelství Bibliographischen Bureaus (maďarské básně a vybrané básně od Edgar Allan Poe).
V roce 1892 se Hedwig Lachmannová poprvé setkala s Richardem Dehmelem; začalo dlouhodobé přátelství. Lachmannová se poprvé setkala se svým budoucím manželem Gustavem Landauerem v roce 1899 při čtení v Dehmelově domě. V následujícím roce její otec zemřel. Její přátelství s Gustavem Landauerem začalo na jaře 1901; v září téhož roku spolu emigrovali do Anglie. V témže roce rakouský básník Anton Lindner vydal její překlad „Salome“ od Oscara Wilda, který se pak stal textem stejnojmenné opery Richarda Strausse.
O rok později se oba vrátili do Berlína a narodila se jim dcera Gudula. V témže roce vyšly Hedwig Lachmannové básně a adaptace básní. V březnu 1903 se Gustav Landauer rozvedl se svou první manželkou a v květnu 1903 se oženil s Hedwig Lachmannovou.
V roce 1905 Hedwig Lachmannová vydal monografii o Oscaru Wildeovi. O rok později se jim narodila druhá dcera Brigitte. Nadšení Richarda Dehmela pro válku, při vypuknutí první světové války v srpnu 1914, vedlo k tomu, že Lachmannová přerušil jejich přátelství.
V roce 1917 zemřela v Krumbachu její matka; rodina Landauerových se do Krumbachu přestěhovala mimo jiné kvůli špatné potravinové situaci.
Hedwig Lachmannová dne 21. února 1918 zemřela na zápal plic a byla pohřbena na židovském hřbitově v Krumbachu. Následujícího roku vydal Gustav Landauer její sebrané básně, ve vydavatelství Gustav Kiepenheuer. Gustav Landauer byl v roce 1919, během německé revoluce, krátce komisařem pro osvětu a veřejnou správu v Bavorské republice rad, která však existovala jen krátce. Po její násilném potlačení byl ve vazbě zavražděn protirepublikánskými vojáky Freikorpsu.
Jejich vnuk (syn dcery Brigitty) Mike Nichols byl americký televizní, filmový a divadelní režisér, producent a komik.

## Dílo

### Básně
- Im Bilde (Básně a adaptace), 1902

#### Posmrtná vydání:
- Gesammelte Gedichte, 1919
- Vertraut und fremd und immer doch noch ich (Básně, adaptace, eseje), 2003

## Překlady
z angličtiny:
- Sir Thomas Malory – Král Artuš a rytíři kulatého stolu (1913); Originál: Le Mort d'Arthur (1485)
- Díla Oscara Wilda, včetně:
  - Obraz Doriana Graye (1909, s Gustavem Landauerem, několikrát přetištěno)
  - Salomé (1901, Richard Strauss použil tento překlad pro libreto své opery Salome)
- Díla Edgara Allana Poea
- Díla Rábindranátha Thákura
  - Pošta (kolem počátku 20. století, s Gustavem Landauerem, několikrát přetištěno)[11]
  - Král temné komory (kolem počátku 20. století, s Gustavem Landauerem, několikrát přetištěno)[12]

z maďarštiny:
- Maďarské básně, 1891
- Díla Sándora Petőfiho

z francouzštiny:
- Díla Honoré de Balzaca